# The Jackson 5 in Japan
The Jackson 5 in Japan, también conocido como In Japan!, es un álbum en vivo de la banda estadounidense The Jackson 5 lanzado Japón. Motown Records decidió no publicarlo en Estados Unidos hasta 2004, por la discográfica reeditada Hip-O Select; cuya versión limitada está agotada. El disco vendió más de un millón de copias por todo el mundo. Lindsay Planer del sitio Allmusic le dio 4 estrellas y media de 5, y opinó que los extractos del concierto «en su título estaban llenos principalmente de temas, no solo en el considerable libro de temas de éxitos».

## Lista de canciones
1. «Introduction»/«We're Gonna Have a Good Time»
2. «Lookin' Through the Windows» (Davis)
3. «Got to Be There» (Willensky)
4. Popurrí: «I Want You Back»/«ABC»/«The Love You Save» (Corporation)
5. «Daddy's Home» (Miller/Sheppard)
6. «Superstition» (de Stevie Wonder) (Wonder)
7. «Ben» (Black/Scharf)
8. «Papa Was a Rollin' Stone» (de The Temptations) (Whitfield/Strong)
9. «That's How Love Goes» (Bowen/Bristol/Jones)
10. «Never Can Say Goodbye» (Davis)
11. «Ain't That Peculiar» (de Marvin Gaye) (Moore/Robinson/Rogers)
12. «I Wanna Be Where You Are» (Ross/Ware)